# لاشيو
1. {{{1}}}.:تشافيز سرحان الحارثي

البلد قالب:الجمهوريه العربيه اليمنيه الديمقراطيه
المهنه: قالب:رجل سياسي ذو شأن
القبيلهقالب:حارثي
المحافظهقالب:محافظة شبوه
الشيخ تشافيز سرحان محسن الحارثيولاية شان،ميانمار.